# Altes Rathaus (Neustadt)

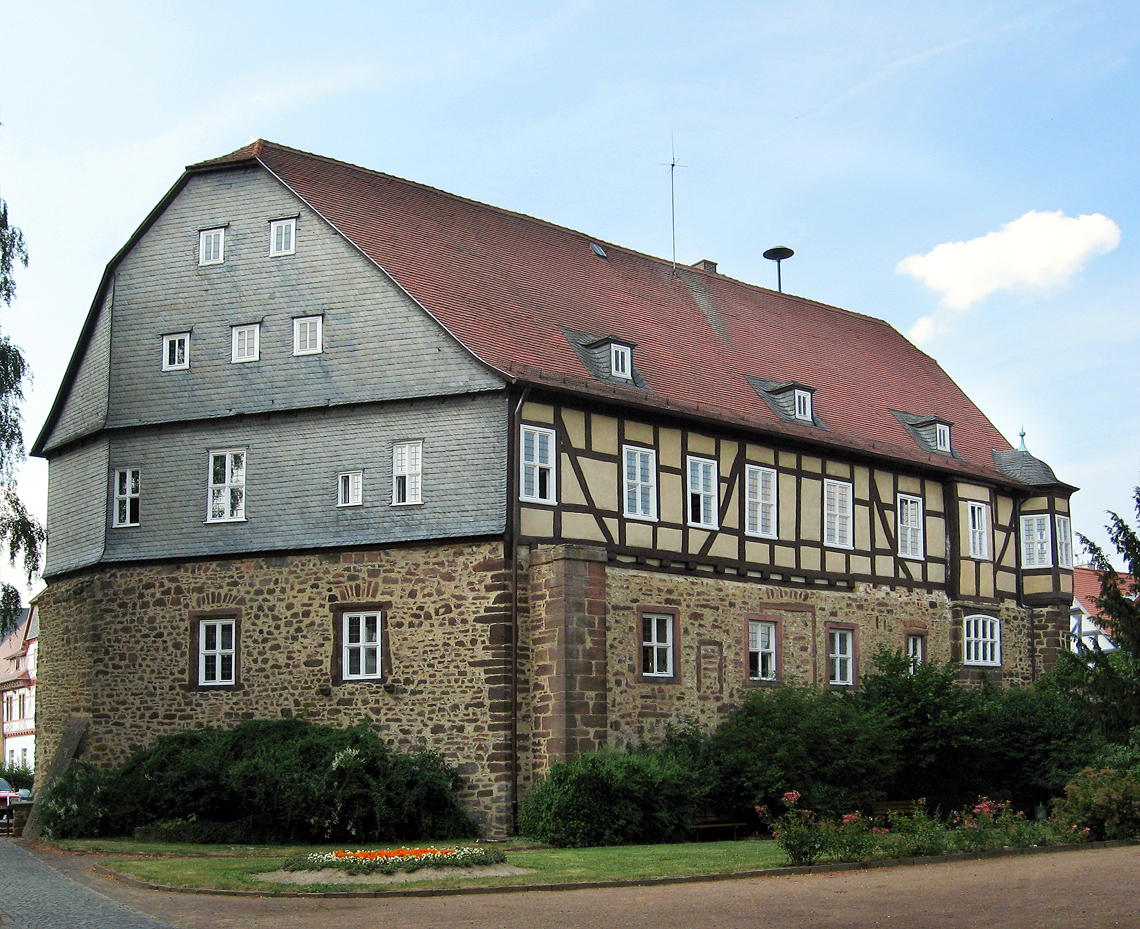
Altes Rathaus (Neustadt)

Das Alte Rathaus ist ein denkmalgeschütztes Bauwerk in der Kleinstadt Neustadt im Landkreis Marburg-Biedenkopf.

## Beschreibung
Auf den Resten des um 1360 aus Bruchsteinen errichteten Vorgängerbaus, des ehemaligen Schlosses Dörnberg, wurde 1557/58 ein Geschoss aus Holzfachwerk aufgesetzt. Der im Laufe der Zeit mehrfach veränderte Bau wurde ab 1988 in den Formen des 16. Jahrhunderts rekonstruiert. Im Giebel zum Markt befindet sich das spitzbogige Portal am Ende einer zweiläufigen Treppe. Darunter ist der Zugang zum Keller. 
Bis 1952 befand sich das Rathaus in diesem Gebäude. Heute befindet sich das Rathaus im Dörnbergerschen Schloss.